# Ivanica

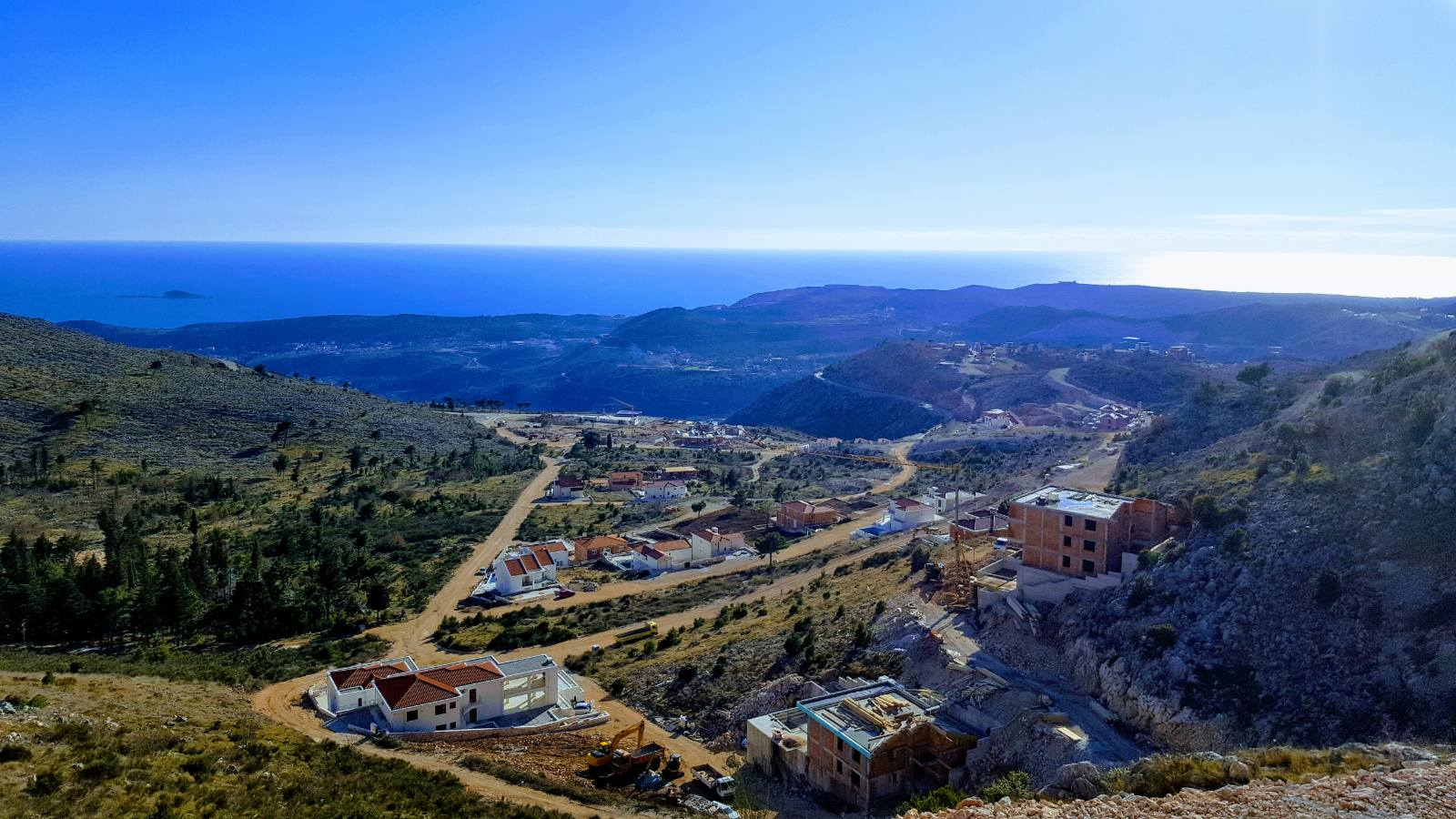
Vy mot Adriatiska havet, sett från Ivanica.

Ivanica (kyrilliska: Иваница) är en ort i kommunen Ravno i kantonen Hercegovina-Neretva i södra Bosnien och Hercegovina. Orten ligger vid gränsen till Kroatien, cirka 16 kilometer sydväst om Trebinje. Ivanica hade 139 invånare vid folkräkningen år 2013.
Av invånarna i Ivanica är 71,22 % serber, 23,74 % kroater och 5,04 % bosniaker (2013).